# 金塔瑙尔图尼奥
金塔瑙尔图尼奥，是西班牙卡斯蒂利亚-莱昂布尔戈斯省的一个市镇。总面积6平方公里，总人口135人（2001年），人口密度23人/平方公里。